# Gregory Perler
Gregory „Greg“ J. Perler (* Mai 1962 in Paterson, New Jersey) ist ein US-amerikanischer Filmeditor.

## Leben
Perler wandte sich bereits während seines Studiums an der Film School der New York University dem Filmschnitt zu. Er schloss sein Studium 1986 ab und arbeitete danach als Editor beim Michael Sporn Animation Studio, wo er für dessen Leiter Michael Sporn an verschiedenen Kurzfilmen für HBO und die Sesamstraße arbeitete. 1990 zog Perler nach Los Angeles um, wo er zunächst als Assistent von John Carnochan und später als Associate Editor an der Disney-Produktion Die Schöne und das Biest mitwirkte.
Im Jahr 1993 lernte er den Regisseur Kevin Lima kennen, für dessen Filme er in folgenden Jahren den Schnitt verantwortete. So schnitt Perler unter anderem folgende von Limas Filmen: Goofy – Der Film (1995), Tarzan (1999), 102 Dalmatiner (2000) sowie die Fernsehfilme Eloise im Plaza-Hotel und Eloise – Weihnachten im Plaza-Hotel (beide 2003).
Perler zeichnete auch für den Schnitt der von Chris Meledandri produzierten Animationsfilme Ich – Einfach unverbesserlich (2010), Hop – Osterhase oder Superstar? (2011),  Ich – Einfach unverbesserlich 2 (2013), Sing (2016) und Sing – Die Show deines Lebens (2021) verantwortlich.
2017 wurde er in die Academy of Motion Picture Arts and Sciences (AMPAS) aufgenommen, die jährlich die Oscars vergibt.
Er lebt mit seiner Frau Lynn im kalifornischen Studio City.

## Filmografie (Auswahl)
- 1987: Lyle, Lyle Crocodile: The Musical – The House on East 88th Street (Fernsehfilm)
- 1988: Urge
- 1990: The Little Match Girl (Fernsehfilm)
- 1995: Goofy – Der Film (A Goofy Movie)
- 1998: Mosaic
- 1999: Tarzan
- 2000: 102 Dalmatiner (102 Dalmatians)
- 2001: Jimmy Neutron – Der mutige Erfinder (Jimmy Neutron: Boy Genius)
- 2003: Eloise im Plaza-Hotel (Eloise at the Plaza, Fernsehfilm)
- 2003: Eloise – Weihnachten im Plaza-Hotel (Eloise at Christmastime, Fernsehfilm)
- 2004: Chuck Gordon: Professional Juror
- 2005: Wallace & Gromit – Auf der Jagd nach dem Riesenkaninchen (Wallace & Gromit: The Curse of the Were-Rabbit)
- 2007: Verwünscht (Enchanted)
- 2008: Der Love Guru (The Love Guru)
- 2009: Royal Pains (Fernsehserie, drei Folgen)
- 2010: Ich – Einfach unverbesserlich (Despicable Me)
- 2011: Hop – Osterhase oder Superstar? (Hop)
- 2013: Ich – Einfach unverbesserlich 2 (Despicable Me 2)
- 2016: Sing
- 2021: Sing – Die Show deines Lebens (Sing 2)
- 2021: Come Home (Kurzfilm)